# Moon Studios
Moon Studios is een Oostenrijks computerspelontwikkelaar gevestigd in Wenen. Het bedrijf werd in 2010 opgericht door Thomas Mahler en Gennadiy Korol.
In 2015 bracht Moon Studios het platformspel Ori and the Blind Forest uit. uitgegeven door Microsoft Studios. Het spel ontving lovende kritieken en had na zeven dagen de ontwikkelkosten terugverdiend. Na het succes van hun eerste spel groeide de studio significant en werkte de studio aan een opvolger. In 2020 kwam Ori and the Will of the Wisps uit. Sindsdien werkt Moon Studios aan een actierollenspel.
Moon Studios maakt geen gebruik van een eigen kantoor en al hun werknemers werken vanuit huis.

## Ontwikkelde spellen
| Release | Titel                         | Platform                                        |
| ------- | ----------------------------- | ----------------------------------------------- |
| 2015    | Ori and the Blind Forest      | Nintendo Switch, Windows, Xbox One              |
| 2020    | Ori and the Will of the Wisps | Nintendo Switch, Windows, Xbox One, Xbox Series |